# Street Singer
| Recensione | Giudizio |
| ---------- | -------- |
| AllMusic   | [ 1 ]    |

Street Singer è un album a nome di Jackie McLean e del tenorsassofonista statunitense Tina Brooks (Harold Floyd Brooks), pubblicato dalla Blue Note Records nel 1980.

## Tracce
Lato A
1. Melonae's Dance – 6:50 (Jackie McLean)
2. Appointment in Ghana – 6:59 (Jackie McLean)
3. Medina – 6:48 (Tina Brooks)

Lato B
1. Isle of Java – 7:31 (Tina Brooks)
2. Street Singer – 10:19 (Tina Brooks)
3. A Ballad for Doll – 3:19 (Jackie McLean)

## Musicisti
- Jackie McLean - sassofono alto
- Tina Brooks - sassofono tenore
- Blue Mitchell - tromba
- Kenny Drew - pianoforte
- Paul Chambers - contrabbasso
- Art Taylor - batteria